# Land Rober - Tunai Show
Land Rober-Tunai Show és un programa d'humor i entreteniment que es transmet els dijous a les 22.00 en la Televisió de Galícia i repeteix els diumenges a les 19.05 en la mateixa cadena. Roberto Vilar el presenta des de gener de 2015 i Eva Iglesias com a humoristes principals. Habitualment reben la visita d'altres còmics gallecs com Manuel Manquiña, Isabel Risco o Pili Pampín.
Cada programa sol comptar amb un convidat especial, des de grans estrelles com David Bustamante o Ruth Lorenzo, fins a noms propis de la Televisió de Galícia.

## Característiques
El programa juga amb l'humor gallec conegut com a "retranca", és a dir, una ironia pròpia del caràcter dels gallecs. La manera de portar i conduir aquesta ironia, de manera que sigui comprensible per tots els espanyols, li ha fet aconseguir xifres del 33% de share i una audiència total de 634.000 espectadors en tan sols un programa, situant-se com a referència en l'entreteniment a nivell autonòmic i estatal. Durant el programa s'emeten esquetxos humorístics en directe de diversos tipus. Tots ells duren al voltant de quinze minuts. Dins dels esquetxos que s'emeten, alguns d'ells són habituals i normalment el seu context, o en alguns casos els seus personatges són utilitzats en programes posteriors creant una trama nova.
Un exemple és la comèdia de situació titulada "Los Panchos". Dura aproximadament quinze minuts i té lloc en la cafeteria d'un tanatori, protagonitzada per Pancho (Roberto Vilar). En el tanatori estan també Camariñas (Touriñán), el fantasma d'un difunt i Concha (Pili Pampín), la germana de Pancho.
Una altra de les seccions són els viatges de "los jubilados por el mundo", on es conten les històries que li passen a Manolo (Touriñán) i a Concha (Eva Iglesias), la seva dona, amb la qual va a diferents viatges, on els succeeixen situacions molt còmiques.
Altres personatges molt recurrents, i volguts pel públic, són "Els gorrillas", amb José Luis (Touriñán) i José María (Roberto), es tracta d'uns gorrilas als quals els van passant diferents situacions a l'hora de fer el pagament de les drogues. Una de les característiques d'aquests personatges és que quan els diuen que matin a algú, contesten amb alguna de les seves frases més utilitzades, com són: "somos asesinos sanguinarios", "nooo, bueno vinimos a jugar" o amb la frase més usada i reconeguda: "Hay que ser legales".
Un altre personatge divertit i absurd és José Lanzao (Roberto), la peculiaritat del qual és el seu constant moviment de braços i cames. Alguna vegada fins s'ha vist que ni la seva dona ni la seva filla podien seguir-li.
Joao Simoes (Touriñán), un altre personatge del programa, és un milionari portuguès al qual li van tocar 190 milions en el Euromillones, el seu cantant favorit és Quim Barreiros i de totes les seves cançons, la seva preferida i la seva cançó d'entrada en el plató és "A cabritinha"
També s'emetia un contingut anomenat "Cocina para la juventud", donde Leluca, on Leluca, una anterior col·laboradora del programa, explica als joves com valer-se per si mateixos en la cuina. La cuina també té un paper important en la secció Máster Voz, don els convidats cuinen i canten al mateix temps.
A més d'aquests nous continguts, el programa recupera continguts de l'anterior Land Rober, com a "Histerias de hospital", que té un peculiar personatge anomenat "Felipe II y Criaturas de nota".
Un altre dels esquetxos habituals és el de "Primeiras Citas" paròdia del programa "First Dates", en el qual els personatges es troben amb situacions estranyes i paradoxals en les cites dels personatges, creant un ambient divertit.
El programa consta d'una altra mena de sketches humorístics menys habituals, en els quals s'utilitza un context i una trama nova o parcialment nova. En alguns casos, es recupera l'escenari però no segueixen una trama comuna.
A més de sketches, el programa consta de proves o situacions còmiques com l'habitual joc de cridar a un amic o amiga per a respondre per a aconseguir una samarreta o un altre premi o el joc de gestos en el qual cal endevinar certes paraules que apareixen en la pantalla, sempre en to d'humor.
El públic és indispensable en el desenvolupament del programa. Espontàniament, de quan en vegada, els mateixos integrants del programa trien a alguns espectadors per a participar en els esquetxos, per la qual cosa la interacció entre el públic i el programa és molt més fort que en altres programes televisius similars com El Hormiguero. A més, Land Rober reforça el feedback positiu en Twitter amb concursos diaris de fotos i esment de comentaris dels tuiteros.
Cada dia acudeix un o diversos famosos, des del pare que va casar a Eva Iglesias o el magistrat que va portar el cas de la desparición del Còdex Calixtí fins a famosos de gran calibre com Ruth Lorenzo, Alba Carrillo, Carmen Lomana o Julio Iglesias. Amb aquests convidats es realitzen alguns dels sketches citats anteriorment, traient en molts casos, la faceta més interna del convidat, sent aquesta, una de les virtuts del programa: posar en el mateix nivell a l'espectador i al famós de la forma més humorísticament gallega possible.